# Badowski (nazwisko)
Badowski (forma żeńska: Badowska, liczba mnoga: Badowscy) – polskie nazwisko.

## Etymologia nazwiska
Notowane od 1535 roku. Utworzone formantem -ski od nazwy miejscowej Badowo (dawne województwo skierniewickie, gmina Mszczonów).

## Rody szlacheckie
Nazwiskiem Badowski posługiwało się kilka rodów szlacheckich. Byli to: Badowscy herbu Poraj, Badowscy herbu Bończa, Badowscy herbu Doliwa oraz Badowscy herbu Sas.

## Demografia
Na początku lat 90. XX wieku w Polsce mieszkało 3676 osób o tym nazwisku, najwięcej w dawnym województwie: warszawskim  – 735, radomskim – 314 i łódzkim – 308.